# Умаров, Ирмет
Ирмет Умаров (1914, Шымкент — 1981) — ветеран войны и труда, советский казахский общественный и политический деятель.

## Биография
Участник Великой Отечественной войны в 1943—1945 годах.
Окончил педагогический институт в Ташкенте. Трудовую деятельность начал в Ташкенте учителем в школе. В 1934—1942 гг. — учитель в школе, завуч в Сайрамском районе, преподаватель педагогического училища в г. Чимкент, лектор Чимкентского городского и областного комитетов партии. Во время войны сражался на Брянском, Калининском, Прибалтийском фронтах. После войны — лектор областного комитета партии, областного и городского комитетов партии, работал заведующим агитационно-пропагандистских отделов.
В 1950-70 годах — 1-й секретарь Сайрамского, Туркестанского, Мактааральского районных комитетов партии, занимал должность председателя исполнительного комитета Южно-Казахстанской области.
Депутат Верховного Совета Казахской ССР.
Награждён двумя орденами и одной медалью.